# MK 103 機関砲
MK 103は、第二次世界大戦中にドイツの軍用機に搭載された、ラインメタル・ボルジッヒ（Rheinmetall-Borsig）社製の30mmの口径を持つ航空機関砲である。対戦車および空対空の2つの目的をもつ兵器である。
MK 101の発展型であり、MK 101と比較してより軽く、より高い発射速度、また、より高い砲口速度を持つことを目的として設計された。

## 機構
MK 103は、マガジン式のMK 101と異なり、MK 103はより多くの弾薬が使用可能なようにベルト式給弾を採用した。またMK 103は電気発火式を採用している。
装填機構は、リコイル式のMK 101とは異なり、MK 103はガスとリコイルの複合機構を持っていた。発射後、ガスの圧力で砲尾の開放を行って古い薬莢を排出して次の弾丸を装填する。しかし品質の良い鋼鉄を使用せず軽量化されたMK 103は、MK 101ほど頑丈ではなかった。弱装弾HE弾丸を使用すると砲口速度が低下（-100fps）し、発射速度の低下を招いた。しかしそれでもMK 101よりまだ発射速度は速かった。
一方の30mm徹甲弾の弾薬は十分な装薬があり、より速い発射速度で射撃可能であった。

## 使用例
MK 103は、Hs 129 B-2対地/対戦車/対装甲戦闘車両攻撃機の主武装として1943年から使われるようになった。
当初、プロペラ軸内から発射するモーターカノンとしての使用が想定されたが、この機関砲はあまりにも大きすぎ、戦闘機に固定兵装として搭載するには重すぎる欠点があった。
また、その大口径砲の反動も凄まじく、マウント位置が機体の中央から外れた位置（たとえば主翼など）の場合、機関砲の反動で胴体から翼がもぎとられるという危険性があった。
そのため使用例としては、前出のHs 129 B-2やFw 190A戦闘機/F地上攻撃機のシリーズで使われたが、それぞれ機体下のパック兵装や翼下にゴンドラ兵装といった形式であり、設計時点からの固定兵装としては使用されなかった。
このようなことから、銃身を切り詰めた改良式としてMK 103Mが開発され、Bf 109Kのような単発戦闘機のモーターカノンとしてテストが繰り返し行われた。これは最終的にBf 109Kには搭載されることはなかったが、Do 335がこれをモーターカノンとして搭載した。
戦争後期には、航空機に搭載せずに基地の対空兵器としてMK 103が、単装もしくは連装で使用されるようになった。戦車にも搭載され、IV号戦車をベースとしたクーゲルブリッツ対空戦車として使用されている。また同じ機関砲を4連としたものがヴィルベルヴィントの発展型である45式対空駆逐車でも用いられる予定だった。
その後MK 103の発展型としてより軽く、小型化されたMK 108が開発された。

## 搭載機
- Fw 190A
- Fw 190F
- Hs129 B-2
- Do 335
- Me262 A-1a/U1